# دیاموند بار (کالیفرنیا)
دیاموند بار (به انگلیسی: Diamond Bar) شهری در شهرستان لس‌آنجلس، کالیفرنیا ایالت کالیفرنیا است که در سرشماری سال ۲۰۱۰ میلادی، ۵۵۵۴۴ نفر جمعیت داشته است.